# 洛克人2 威利博士之謎
《洛克人2 威利博士之謎》是由卡普空开发并发行于FC游戏机的平台动作游戏。本作是洛克人元祖系列的第二作，于1988年12月24日在日本首度发行，并于翌年发行于北美和PAL区。
本作中玩家将继续扮演洛克人，并与邪恶的威利博士及他開發的机器人战斗。游戏的图形和操作设定改编自系列首作，而其中仍有许多要素都在整个系列中沿用了下来。
虽然前作《洛克人》的销量欠佳，但卡普空允许洛克人团队创作续作。他们在创作卡普空其它项目的同时，利用自己的空闲时间来开发游戏。制作人将前作未使用的内容加入了《洛克人2》。游戏由立石孝创作配乐，并由坂口由洋担任音效程序员。
本作的销量超过150万套，成为了洛克人系列第二畅销的作品。评论称其音效、视觉效果和操作在前作的基础上做了改进。而很多评论称《洛克人2》是系列中最佳的作品，并称其为有史以来最好的游戏之一。本作已被移植到多个游戏平台上及移动电话，同時亦是洛克人之父北村玲所負責的最後一款洛克人遊戲。

## 玩法

洛克人利用生成的浮动平台跳到够不着的梯子上，图中为粉碎人关卡

和前作《洛克人》一样，《洛克人2》也是平台动作游戏。在游戏中，玩家操作洛克人击败八个关卡的头目。每个头目机器人都有自己的特殊武器，比如空气人可以射出小型飓风且设定在以天空为主题的关卡中，木头人则可以使用叶子做成的盾牌并设定在以森林为主题的关卡中。击败头目后，它们的武器即可归玩家使用。一个头目对于其它头目的武器可能是弱点，因此选择关卡的顺序是游戏的重要组成部分。洛克人在完成某一特殊阶段后将会收到一个特殊道具。这些道具将可以创建平台，使洛克人能够登上他自己去不了的地方。
在击败八个机器人头目后，玩家将要面对威利博士的堡垒，其中包括六个按顺序进行的关卡。在第一作中玩家需要和每个人头目机器人在威利博士的堡垒第二次作战。然而本作的战斗会在一个房间里进行，而非一连串的房间。房间里有传送到每个机器人头目关卡的隐形传送设备，该设备可以传送到任意头目关卡，但是不会标出具体名称。当所有机器人头目被再次击败后，玩家就必须和威利博士作战。
《洛克人》的一些操作在《洛克人2》中进行了更改。新的项目能量槽允许玩家随时补充洛克人的体力值（HP）。此外游戏还新增了密码系统。在每个机器人头目击败后，屏幕会显示密码画面，使玩家在重新启动游戏机后可以由此继续游戏。密码存储了机器人头目的完成列表，以及能量槽的储存数量。和第一作不同，《洛克人2》不再设有得分功能，而一旦机器人头目被消灭，该关也不再能返回。

## 故事及人物
游戏故事发生在系列首作《洛克人》之后。系列的主要反派威利博士建立了新的要塞和机器人军队，并领导着由他设计的八个新型机器人头目，分別為「金屬人」、「空氣人」、「泡沫人」、「快速人」、「粉碎人」、「閃光人」、「熱源人」及「木頭人」。为了击败威利博士及机器人军团，莱特博士将洛克人传送至威利的要塞。在击敗了八个新型的机器人头目后，洛克人开始挑战威利博士本人。在最后一战中，威利博士逃进堡垒底部的洞穴里，洛克人则紧随其后，并最终击败了威利博士的全息投影设备。最终洛克人放过了这位求饶的科学家，返回了家园。

## 开发
发行于1987年的系列首作《洛克人》并无足够成功的理由来立即开发系列续作。米切尔游戏公司前社长尾崎罗也回忆道，游戏总监北村玲当时想要为《洛克人》制作一个续作，但制作人藤原得郎反对这个提议。北村玲便向当时卡普空的副社长申请获得开发续作的许可，卡普空便允许开发团队在完成其他工作之余开发一部续集。在原作的基础上，工作人员使用了自己的时间添加更多的关卡和武器，同时也改善了游戏图形。洛克人首作的项目主管邀请当时正在制作另一个游戏的稻船加入续作的剧组开发团队。在前作中稻船只是负责美工和人物设计，但在该续作中稻船参与了更多的生产流程。稻船说道“在《洛克人2》的工作标志着我为此工作的第二年，我甚至要去指导一个为我带来全新压力的‘新孩子’”。游戏的开发时间只有三四个月。
由于卡带容量有限，首作最终成品中一些元素被省略了，这些未使用的元素后来在《洛克人2》中被利用。由于硬件的图像功能有限，且人物像素画需要在产品设计和成品间保持一致性，使得一些设计元素在过渡中损失了。《洛克人2》保留了系列首作的系统，但在操作上开发团队为玩家设计了更多的陷阱。由于消费者投诉以及卡普空营销部门都表示游戏前作难度高，因而本作中加入了三个援助玩家的道具。不过稻船的上司“十分怀疑”能量罐的实用性。
首作并没有采纳游戏迷的意见，但到了第二作时，北村玲则允许公众参与游戏设定，其中包括允许游戏迷设计头目形象。即便最终八个机器人头目的设计被“调整”了，卡普空依然收到了8,370份头目设定意见书。
相对于前作，稻船在《洛克人2》中的艺术作品更为“动漫风”。北美版游戏使用了两级的难度设置，日版难度在美版被设置成“难”，而“普通”版本中洛克炮及特殊武器的威力将更强。。
本作的音乐主要由立石孝作曲（游戏中化名Ogeretsu Kun），松前真奈美（游戏中化名Manami letel）则参与编曲本作的标题画面音乐（使用前作制作组名单的音乐）以及空气人关卡中一部分旋律。和前作一样，本作的声音程序由坂口由洋（游戏中化名Yuukichan's Papa）制作。立石孝本来的作曲风格则是带有不同的感情，有些被北村玲认为“太可爱”，北村玲便要求将这些旋律修改以和其它曲目统一，不过在粉碎人的关卡中依然保留了小部分带有这种旋律的片段。广受好评的威利博士关卡中的前两首背景音乐在作曲上因为卡带容量限制而作出了巨大妥协，迫使立石孝只能通过重复该两曲前八小段数次来完成作曲，本意为第二关卡单独作曲也由于同样的原因放弃，目前游戏中是否有该曲隐藏尚不可知。
资深游戏封面画家马克·艾瑞克森为本作的美国版本创作封面，不过依然延续了前作“手枪”的错误。艾瑞克森解释道他当时并不了解这款游戏，并且美国卡普空的创意小组执导要给洛克人一把手枪。

## 评价

### 媒体评价
| 媒体          | 得分    |
| ------------- | ------- |
| 电子游戏月刊  | 32/40   |
| IGN           | 9.5/10  |
| Fami通        | 28/40 · |
| Mean Machines | 95%     |
| Total!        | 83%     |

尽管《洛克人》的首部作品销量不佳，《洛克人2》却获得了商业上的绝大成功。自从本作1988年发行以来便在世界范围内销售了150万份，本作也是洛克人系列中第二高销量的游戏以及卡普空2022年第70位最高销量的游戏。
《洛克人2》整体收到了好评。《电子游戏月刊》的四位评论家史蒂夫·哈里斯（Steve Harris）、艾德·塞姆拉德（Ed Semrad）、唐·諾爾特（Donn Nauert）及吉姆·艾利（Jim Allee）依照他们的喜好给游戏打分，每一位都给游戏打出8分评分（满分10）。他们表示本作比洛克人的首作要好，并着重指出本游戏中改进的音频与图形，新道具以及密码接关系统。不过諾爾特和艾利表示游戏的缺憾则在于游戏难度比前作要低。1UP.com的纳迪娅·奥克斯福德（Nadia Oxford）称赞了该游戏的美学及玩法，她更表示《洛克人2》通过移除特别难的元素来对前作的游戏玩法进行改进。《野蛮机器》的两位评论家朱利安·里格納爾（Julian Rignall）及馬特·雷根（Matt Regan）称赞了游戏的多个方面。里格納爾对游戏玩法给予好评，指出其令人上瘾且充满谜题。里根则称赞了游戏的难度并表示游戏玩法很平衡。两位评论家都对游戏的图形称赞，称其充满细节且令人惊叹，并将本作描述为一款绝佳的平台游戏。《Retro Room》表示游戏调色板(颜色组合)使用精炼并写道：“游戏中每一个关卡都有一个明确的主题，这便要求调色板能够清晰地表现它。我最喜爱的一个例子便是蓝色的闪光人关卡，在类似霓虹灯的闪光特效加持下，关卡活灵活现。”Retro Gamer的编辑理查德·伯頓（Richard Burton）将其描述为红白机“必须有”的一款游戏，呼应《电子游戏月刊》两位评论家的评论。《Game Informer》的作者扎克·米勒（Zach Miller）将游戏的成功归结于让玩家选择击败头目的关卡顺序。他也对游戏简易的控制设定及多种武器和道具给予好评。GamesRadar将本游戏列为史上第二佳红白机游戏，并称其为8位洛克人游戏中的巅峰作。

### 音乐
游戏的音乐广为评论家称赞。IGN的喬伊·貝克特（Joey Becht）将本作中三个关卡的背景音乐以及标题音乐列为系列中的最佳作。2008年，《Game Informer》将本作的标题画面列为第五佳游戏标题画面，注明其音乐及人物形象所带来的兴奋感。威利博士关卡音乐则被ScrewAttack所制作的视频《史上最佳10大游戏音乐》中列为第二位。2008年《任天堂力量》编辑人员称赞了该游戏的音乐，称其为该平台中最佳之一。2009年，Gamasutra的布蘭登·謝菲爾德称该游戏音乐很容易辨别且哀叹道现代游戏音乐缺乏这种特质。其中粉碎人关卡中的音乐开头则激励了YTV的节目Video & Arcade Top 10的主题音乐。

### 奖项
《洛克人2》也是洛克人粉丝中的喜爱作之一，许多人都称其为系列最佳作，不少评论家亦认同此观点。奧斯福爾认为该作是系列中最值得纪念的游戏之一，伯頓及《电子游戏月刊》均称本作为系列中最佳作。IGN的李維·布坎南（Levi Buchanan）将本游戏中其中三个头目列为“前十名洛克人系列机器人头目”。数种出版物也认为该游戏取得了关键性的成功并将其列为各自“最佳游戏”榜中的高位。1989年底本作被列为《任天堂力量》最佳30款电子游戏中的前位。1997年《电子游戏月刊》将其列为史上最佳家用机游戏第73位，称其为系列中最吸引人也最具挑战性的一作。2008年8月，《任天堂力量》又将其列为红白机第三佳游戏，编辑人员称赞其对前作进行了精心改进。GameSpot将其列为“史上最佳游戏”之一并被《任天堂力量》列为“史上最佳200款任天堂游戏”第33位及《官方任天堂杂志》“最佳100款任天堂游戏”第60位 。米勒认为该游戏为史上最佳游戏之一。2007年IGN于美国、英国及澳大利亚的三个编辑部起草了“最佳100款游戏”名单，其中将《洛克人2》列为第67位，注明了本作的动作及技巧元素以及对系列的影响，IGN的“最佳100款红白机游戏”名单中《洛克人2》则排在第4位。《洛克人2》也是第一部印在《电子游戏月刊》封面的游戏。2001年《Game Informer》将本作列为其“最佳100款电子游戏”中第32位。

## 回响
在开发完《洛克人2》后，北村玲离开了卡普空并加入了Takeru公司，在此开发游戏Cocoron而非《洛克人3》。
稻船敬二称《洛克人2》的成功造成洛克人系列的成功并继续产生续作。1UP.com评论该游戏帮助洛克人系列成为著名且商业上成功的电子游戏产品。IGN批注道《洛克人2》帮助定义了平台游戏的类型。《Retro Gamer》则将帮助洛克人系列跻身国际市场及有能力创建更多续作及衍生作的功劳归结于《洛克人2》。尽管洛克人系列中的诸多习惯是由《洛克人》首作定义的，但《洛克人2》更为系列中增添了更多关键要素，并在后续的作品中一直被保留。比如现在机器人头目的数量一般默认为8个，同《洛克人2》相同，而不是首作的6个。本作也是系列中包含电影式开头的首部作品。《洛克人2》亦增加了能量罐道具，特殊移动物品，传送室以及密码接关系统，这些要素都成为未来游戏的典范。其中，能量罐成为系列中具有代表性的HP补充物品，并在后期成为“洛克人E罐”饮料宣传的灵感来源。在开发《洛克人9》时，制作人稻船敬二及竹下博信从系列前两作寻找灵感来源，为了达到粉丝们的期望，将《洛克人2》作为超越的标准。卡普空曾打算制作本作的故事线重制版《洛克人宇宙》，并增加可自定义的角色以及关卡。然而，卡普空后期官方宣布因“多种情况”取消了游戏的开发。在《任天堂明星大乱斗3DS/Wii U》中，本作的威利城堡成为一个可玩关卡，两个版本都可游玩。后来本关又回归《任天堂明星大乱斗 特别版》。

### 再发行与移植
1990年美国公司老虎电子在手持游戏机上发行了本作的剧情删减版。1994年本作作为在世嘉Mega Drive上发行的《洛克人極巨世界》的一部分发行，并包含了优化的游戏图形与音乐。1999年，本作作为六碟《洛克人大全集》其一发行了PlayStation版，不过本作仅在日本发行且标题缩略为“洛克人2”。尽管同红白机版本类似，不过亦添加了不少新要素，比如适合初学者的“导航模式”，游戏将会出现导航标指导玩家前进，亦收录了莱特博士研究所的数据库，里头收录经过重新绘制的关卡头目以及他们的资料简介，同时也包含重混音的音乐。2004至2005年间洛克人与其它9款系列游戏一并发行在《洛克人纪念全集》中，并登录PlayStation 2、GameCube及Xbox平台。游戏的模拟同PlayStation的《洛克人大全集》类似。2005年又作为Jakks Pacific发行的“即插即玩电视游戏”周边同其它一些卡普空游戏再次发行。2007年本作被移植到了移动电话上，同时在2007年12月14日游戏上架于PAL区的Wii Virtual Console在线商店。2008年9月为了庆祝洛克人系列迎来第九作，卡普空于2008年8月26日在日本重新发行该游戏并于同年9月15日在北美重新发行。2009年3月，卡普空发行该游戏的iOS版。同年9月，本作的《洛克人大全集》版登录日本PlayStation Store在线商店，并可以在PlayStation 3及PlayStation Portable下载游玩。稻船敬二表达了希望能同《洛克人洛克人》一样，可以重制《洛克人2》的想法，但又表示这取决于前者在商业上是否成功。2010年的电子娱乐展中有一个任天堂3DS“经典游戏”技术预览版展区，其中展示了一些使用3D效果的经典游戏，包括《洛克人2》。雷吉·菲尔斯-埃米宣布这些游戏预定在3DS上发行并很可能会使用3DS的一些特性，比如3D特效，复古开关或者摄像头支持。2012年8月8日，本作通过Virtual Console在3DS上于日本发行，次年2月7日在北美与欧洲发行。2018年的加拿大日，为纪念洛克人系列30周年，本作由一位名叫“IAM8BIT”的用户重新发行NES卡带版。

### 小说与漫画
1990年学乐出版的《力量世界》书籍系列中将《洛克人2》小说化。小说几乎和游戏剧情相同，甚至在一些章节的结尾给了游戏提示。除了这些外加元素，小说剧情一个主要改动则是“莱特博士担心洛克人有机会和威利博士更为强大的机器人斗争，在尝试复制洛克人时，意外的把他变成了人类，故事中洛克人必须承受这个困难”。出于本系列作者需要遵守“没有武器”的规定，本书的封面将美版游戏封面的枪给抹掉了。
本作也被阿奇漫画发行的漫画《洛克人》写入第三章节“威利博士的归来”。在本章节中，机器人头目们想要打败洛克人或者当洛克人获得他们的特别武器时让他感染病毒被慢慢吞噬。所有的机器人头目都被打败了但是洛克人却被威利博士所控制直到在由《洛克人洛克人》改编的章节中，机器人头目拯救了洛克人。威利博士便逃跑并将其据点迁移到南美洲的兰特前线遗址，为《洛克人大冒险》剧情埋下伏笔。

### 同人作品
日本同人音乐团体“てつくずおきば”的成员せらみかるちたん于2007年创作《打不倒的空气人》同人歌曲，并于互联网公开。
日本网友蒼い牙于2007年2月6日在雅虎地球村网站上投放了本作威利博士关卡的背景音乐混音版，随后并放出歌词（作者未知），标题称为《亿千万的回忆》。同年2月19日，由Gom演唱的版本出现在YouTube上，3月6日由个人团体“CHROMES”演唱的版本出现在Niconico动画上，几分钟后又出现了Gom的版本。随后便成为日本网络模因并在世界范围内广为流传。此曲同《打不倒的空气人》一并收录在组曲《NICONICO动画》内。

## 外部連結
- 元祖洛克人1－6 PS移植版日文官方網站